# Albin Michel (editor)
Albin Michel (n. 29 iulie 1873, Bourmont, Champagne-Ardenne, Franța – d. 2 martie 1943, Bourg-la-Reine, Seine, Franța) a fost un editor francez, fondator al Éditions Albin Michel în 1902.

## Biografie
Născut în satul Bourmont din departamentul Haute-Marne, Albin-Jules a fost cel de-al cincilea din cei șase copii ai medicului François Michel (1832-1915) și ai soției sale, Françoise Emélie Mayeur (1840-1915). Copilăria lui a fost marcată de vizitele editorului Ernest Flammarion, un prieten de familie care aducea în satul său mic un pic din agitația pariziană.
A învățat la școala din orașul Neufchâteau la fel ca frații lui care au plecat mai târziu din subprefectura Vosges: Georges pentru a urma Școala de chirurgie, Ferdinand pentru a studia la Politehnică și Louis pentru a se pregăti pentru concursul de angajare la Banca Franței.

### Ascensiunea unui tânăr editor
În septembrie 1890, Albin Michel, care a eșuat la examenul de bacalaureat, a plecat la Paris, având o recomandare prietenoasă de la prietenul lui, Ernest Flammarion. El a fost angajat de Auguste Vaillant, asociatul lui Ernest, în librăriile lor și a început activitatea de agent comercial în sediul de pe 26 rue Racine, în vecinătatea teatrului Odeon din Paris. Având talent comercial, el a fost numit în 1897 ca director al sucursalei aflate în Avenue de l'Opéra, în epoca de înflorire comercială a editurii Flammarion. În anul 1900 a intenționat să-și construiască o situație mai confortabilă pentru el și logodnica lui, Claire Vuillaume (1881-1909), fiica unui medic veterinar, cu care s-a căsătorit pe 8 iunie 1901. 
Astfel, a propus o asociere cu editura Flammarion, dar Vaillant a refuzat. Michel a părăsit atunci editura Flammarion, a înființat o editură proprie,  a deschis o librărie pe Rue des Mathurins nr.59 și a devenit asociatul unei alte librării din Bordeaux.  A început să publice literatură populară, cu nuanțe erotice și cu  ilustrații. 
L'Arriviste de Félicien Champsaur, publicată în 1902, prima carte apărută sub marca sa editorială, a reprezentat una dintre marile succese ale timpului: autorul era controversat și pentru lansarea acestui roman, Albin Michel a trebuit să plătească reclame. În anul 1903 a lansat cu succes o colecție de cărți de format mic, foarte ieftine, la 30 de centime, și apoi romane cu un preț mai mic de un franc. Editura a obținut premiul Fémina în 1905 pentru romanul Jean-Christophe de Romain Rolland, care va fi un mare succes și va impune marca pe piață. În 1908 a apărut Infernul de Henri Barbusse, care va fi vândută în peste 200.000 de exemplare.
Albin Michel s-a înconjurat puțin câte puțin de autori populari precum Pierre Benoit, Francis Carco, Pierre Mac Orlan și a publicat, de asemenea, scriitori străini precum Cronin, Daphne du Maurier, Conan Doyle sau, mai târziu, Vladimir Nabokov. A devenit rapid un adevărat descoperitor de talente. 
În 1910, Albin Michel a decis să-și instaleze societatea în 22 rue Huyghens la Paris, unde a închiriat un spațiu de 1.400 mp, pe care l-a cumpărat în 1929. A devenit tot mai interesat de literatura străină și a înființat, în 1922, colecția Les Maîtres de la littérature étrangère.

### Succesul
În anii 1920, el a cumpărat o parte din fondul editurii Ollendorff și apoi, după efectuarea unor încercări, a relansat colecția remarcabilă fondată de Henri Berr, cu autori precum Lucien Febvre, Marcel Granet, Marc Bloch. Autorii săi de succes în perioada interbelică au fost Pierre Benoit, Romain Rolland, Colette, Guy de Maupassant... Editura lui a obținut în timpul vieții lui trei premii Goncourt. Neuitându-și prima lui meserie, Albin Michel a instituit un premiu destinat a-i recompensa pe angajații librăriilor.
A murit de o bronșită infecțioasă pe 2 martie 1943 și a fost înmormântat în cimitirul din Bourg-la-Reine.

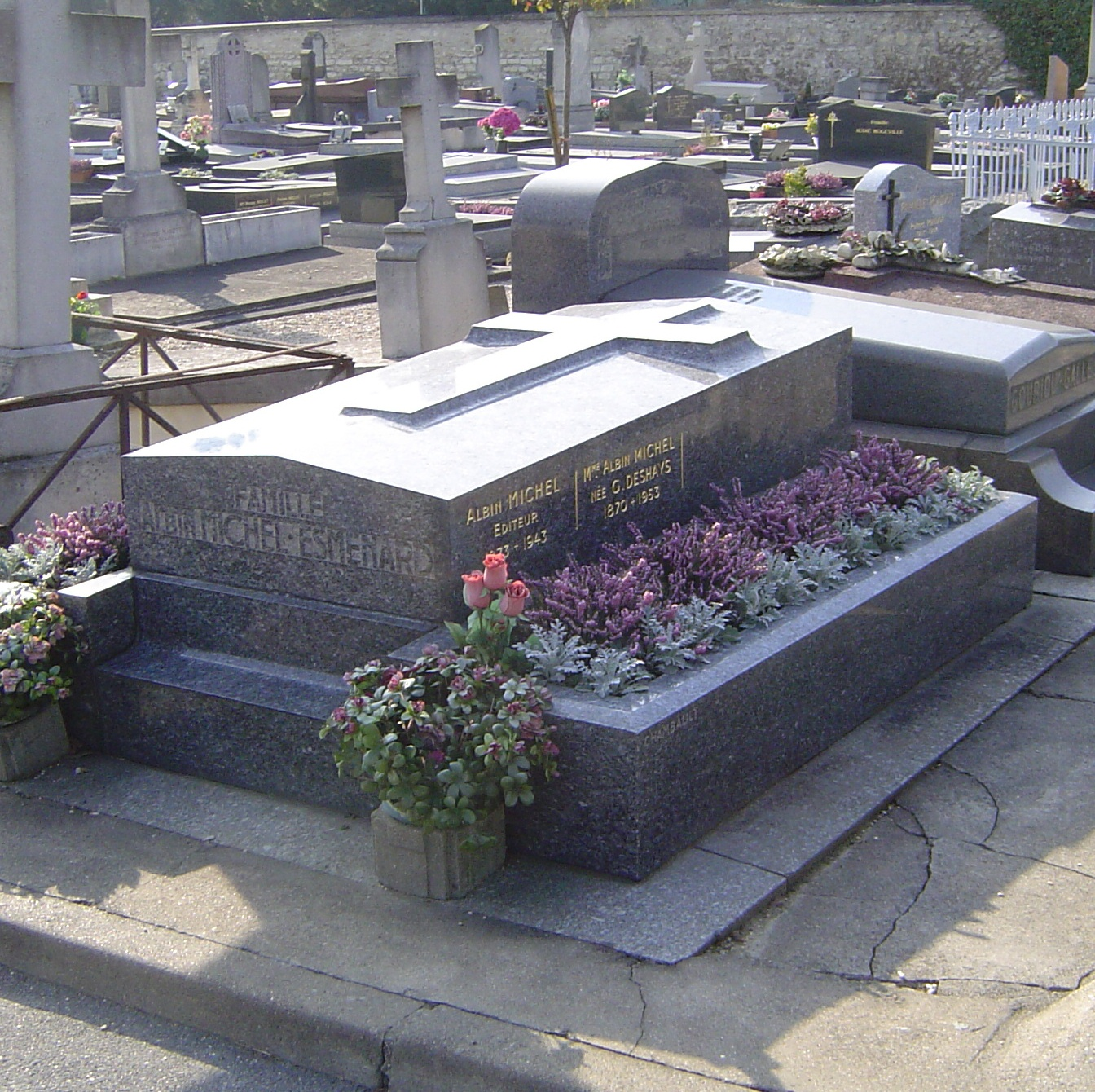
Mormântul lui Albin Michel în cimitirul din Bourg-la-Reine.

Astăzi, încă independentă, Éditions Albin Michel constituie cel de-al patrulea grup editorial francez.

## Irène Némirovsky
Cu doi ani înainte de moartea lui Albin Michel în 1943, editura, după ce a fost închisă la începutul anului 1940 din cauza invaziei germane, a fost redeschisă în luna iunie de către ginerele său, Robert Esménard, care a decis să publice lucrările Irènei Némirovsky și să-i ofere un ajutor financiar întrucât autoarea fusese refuzată de editurile pariziene din cauza faptului că era evreică. Împreună cu directorul literar André Sabathier, Esménard a venit în 1944-1945 din nou în ajutor surorilor Elizabeth și Denise Epstein, fiicele Irènei Némirovsky, care fusese deportată la Auschwitz în iulie 1942.